# 컴퓨터 엔터테인먼트 등급 기구

CERO의 실제 로고

특정비영리활동법인 컴퓨터 오락 등급 기구(일본어: 特定非営利活動法人 コンピュータエンターテインメントレーティング機構, Computer Entertainment Rating Organization, 약칭: CERO 세로)는 일본 내 비디오 게임의 내용을 심사하여, 이용 가능한 연령 정보를 제공하는 민간 자율 심의 기구이다. 2002년 7월에 설립되었다.

## 등급 분류

### 설립 초기
CERO는 설립 초기에는 게임물에 내용에 따라 다음과 같이 4개의 등급으로 분류하였다.
- 전연령 대상
- 12세 이상 대상
- 15세 이상 대상
- 18세 이상 대상

### 2006년 3월 이후
2006년 3월 이후에는 다음과 같이 5개의 등급으로 분류하고 있다.
| 전연령 대상      | 한국 게임물관리위원회의 전체 이용가와 비교할 수 있다.                                                                                      |
| 12세 이상 대상   | 한국 게임물관리위원회의 12세 이용가와 비교할 수 있다.                                                                                      |
| 15세 이상 대상   | 한국 게임물관리위원회의 15세 이용가와 비교할 수 있다.                                                                                      |
| 17세 이상 대상   | 한국 게임물관리위원회의 청소년이용불가와 북미 오락 소프트웨어 등급 위원회의 M(MATURE)등급과 비교할 수 있다.(일반적인 성인용 게임이 대부분) |
| 18세 이상만 대상 | 한국 게임물관리위원회의 청소년이용불가와 비교할 수 있다.(정부의 규제가 필요)                                                               |

등급 정보는 패키지의 앞 면에 표시된다. D 등급은 일반적인 성인용 게임에, Z 등급은 정부의 규제가 필요한 게임에 부여되는 등급이다.

### 내용 기술 아이콘
2004년 4월 CERO는 아래와 같은 기준으로 '내용 기술 아이콘'을 만들고, 전연령 대상 등급을 받은 게임을 제외한 모든 게임에 부여해 패키지의 뒷면에 표시되게 했다.
| 표현의 종류 | 구체적인 묘사나 행위 |
| ----------- | --- |
| 연애        | 이성애, 동성애, 근친상간, 데이트, 포옹, 키스 등. |
| 성          | 반나체, 속옷, 노출이 심한 수영복, 기타 피부의 노출도가 높은 복장의 착용, 능동적으로 피부를 노출시키거나 몸(가슴, 다리, 엉덩이 등)을 만지는 표현. 성행위나 성기를 암시하는 말이나 대화에 의한 표현 또한 포함된다. (※ CERO의 윤리 규정에는 직접적인 성행위나 배설 및 성기의 묘사는 금지하고 있다.) |
| 폭력        | 싸움, 학대, 고문 등. 격투 게임이나 액션 게임, 특히 총과 검 등의 무기를 사용하여 출혈이나 살상을 나타내는 작품에 많이 붙여진다. 복싱이나 프로레슬링 같은 격투기 스포츠 게임에도 부여되는 경우도 있다.                                                                                             |
| 공포        | 사체, 과도한 출혈, 신체의 손상(손발이 잘리거나 머리가 날아가는 등) 또는 좀비, 유령 같은 공포의 표현, 그 외에 과도한 공포감을 주는 표현들. |
| 도박        | 불법적인 도박 등. 특히 경품을 건 도박(마작, 카지노). (파칭코를 모사한 게임, 카드 게임이라도 지나치게 사행심을 부추기지 않고 탈의 등의 요소가 포함되지 않을 경우 전연령대상으로 나오는 작품도 많다.)                                                                                              |
| 범죄        | 살인, 강도, 절도, 혹은 레이싱 게임의 차량 폭주 행위(도로교통법 위반이나 기물파손죄 등에 상당하는 행위), 범죄나 범죄자를 긍정하거나 찬미하는 표현 등. |
| 음주와 흡연 | 미성년자의 음주나 흡연, 또는 이유 없이 음주와 흡연을 장려하거나 찬미하는 표현. |
| 마약과 약물 | 마약, 각성제 등 기타 불법적인(혹은 상상의) 약품을 사용하거나 거래, 긍정하는 표현 등. 게임에 따라서는 의료 목적으로 사용하는 약물(몰핀, 진통제 등)이 나타날 때도 부여된다. |
| 말과 그 외  | 방송 금지 용어, 차별 용어, 비속어, 저속어 사용에 의한 대화의 표현, 타인(특정한 국가, 인종, 종교 기업 등)에 대한 차별이나 모함의 표현, 그 밖의 반사회적인 사상이나 언동의 표현 등. |

## 같이 보기
- 컴퓨터·비디오 게임 등급 심의 체계
- 게임물관리위원회 - 대한민국의 게임물 심의 기관
- 오락 소프트웨어 등급 위원회 - 북미 지역의 게임물 심의를 담당하는 민간 기구
- 범유럽 게임 정보 - 유럽 연합 지역의 게임물 심의를 담당하는 기관
- 컴퓨터 소프트웨어 윤리기구 - 일본 내 성인 게임의 심의를 담당하는 민간 기구
- 영화윤리위원회 - 일본의 영상물 심의 기관